# スペランカーコレクション
『スペランカーコレクション』（SPELUNKER COLLECTION）は、Tozai Gamesより2013年にPlayStation Storeにて配信されたゲームソフト。

## 概要
スペランカーシリーズ4作を収録しており、2013年1月17日にPlayStation 3版が、同年4月25日にPlayStation Vita版が配信された。
スペランカーシリーズの30周年を記念して発売された。
オンラインランキング、トロフィーへの対応、リプレイデータのセーブと閲覧、フリープレイモードでは中断セーブも可能。また、古代資料展示室では当時のパンフレットなどの資料を閲覧できる。
クロスバイに対応しており、PS3版を購入したアカウントでは、PS Vita版を通常より安く購入できる。また、PS3版『みんなでスペランカー』を購入していても、安く購入できる。

## 収録作品
スペランカー オリジナル版（1984年）
Atari8bitパソコンで発売された最初のスペランカー。
スペランカー コンソール版（1985年）
ファミリーコンピュータで発売されたスペランカー。非常にシビアな操作性で、後の『みんなでスペランカー』の基礎になったゲームシステムや音楽が収録されている。
スペランカー アーケード版（1985年）
アーケードゲームとして発売されたスペランカー。一発死でなくなりグラフィックやサウンドも大幅にアレンジされている。
スペランカーII 23の鍵 アーケード版（1986年）
アーケード版スペランカーの続編。
サドンデスペランカー
コンソール版のスペランカーと同じだが、プレイヤー1人でどれだけスコアを稼げるかを競うモード。残機がなく、増えることもないため、死亡した時点でゲームオーバーになる。オンラインランキングに対応。
スペランカー 最速一周クリア
コンソール版のスペランカーと同じだが、残機は無限で、1周クリアのタイムを競うモード。オンラインランキングに対応。

## オプション設定
元々が1980年代のゲームで縦横比が4:3のため、16:9の画面に合わせられるように、様々な画面モードが用意されている。ブラウン管の画質を再現できるようにスキャンラインのON/OFFやスムージングのON/OFFも可能。
フリープレイモードでは残機数やエネルギー減算時間も設定できる。